# HMS Ocean (1898)
La HMS Ocean fu una delle sei navi da battaglia pre-dreadnought della Classe Canopus entrata in servizio con la Royal Navy nel corso del 1900.
Armata con quattro cannoni da 305 mm, la Ocean venne destinata dapprima alla base di Hong Kong, poi al Mediterraneo e infine servì nelle acque nazionali. Allo scoppio della prima guerra mondiale rimase con la Home Fleet fino a settembre, quando fu destinata all'Oceano Indiano: ricoprì compiti di scorta prima di passare alla difesa del Canale di Suez. Nel febbraio 1915 venne aggregata alle imponenti forze navali schierate per penetrare lo stretto dei Dardanelli e giungere nel Bosforo per abbattere l'Impero ottomano; tuttavia l'attacco generale del 18 marzo 1915 si scontrò con l'accanita resistenza turca. La Ocean, danneggiata dalle artiglierie terrestri, incappò in una mina e dopo ore d'agonia affondò nottetempo.

## Descrizione
La HMS Ocean era una corazzata del tipo pre-dreadnought, dotata cioè di una numerosa batteria principale formata da cannoni di vario calibro in diverse postazioni. La nave era lunga 125 metri alla linea di galleggiamento (129 metri compresa la porzione di scafo sommersa) e larga circa 22,50 metri, con un pescaggio di 8 metri; dislocava 13 141 tonnellate a vuoto e 14 322 tonnellate a pieno carico. Una fonte fornisce invece un dislocamento a vuoto di 12 950 tonnellate; un'altra parla di 12 950 tonnellate a vuoto e 14 300 a pieno carico.
In due torri ruotabili binate, una a prua e una a poppa, erano installati quattro cannoni da 305 mm; dodici cannoni da 152 mm a tiro rapido erano distribuiti singolarmente in barbette lungo le fiancate dello scafo; in dieci altre barbette singole (tre per fiancata e una a ogni angolo del ponte) si trovavano altrettanti pezzi a tiro rapido da 76 mm; erano infine presenti sei cannoni da 47 mm a tiro rapido sistemati in casematte singole. La nave era dotata anche di quattro tubi lanciasiluri da 457 mm al di sotto della linea di galleggiamento. Una fonte segnala la presenza di due mitragliatrici Maxim.
La corazzatura era in acciaio al nichel, del tipo Krupp, e pesava nel complesso 3.600 tonnellate: era spessa 152 mm alla cintura, 305 mm per le barbette, 203 mm per le casematte; il ponte variava tra i 50 mm e i 25 mm. Una fonte riporta dati differenti con una corazzatura da 130 mm per le casematte e da 65 mm per il ponte. Le paratie antisiluro erano spesse da 250 mm a 152 mm e la torre di comando era protetta con corazze da 305 mm; le corazze delle torrette girevoli misuravano 203 mm.
La propulsione era affidata a due motori a vapore Leslie a tre cilindri a triplice espansione verticale, collegate a venti caldaie a tubi d'acqua Belleville che davano potenza a due alberi ciascuno dotato di un'elica: l'utilizzo di tali macchinari consentì di disporre i due fumaioli uno dietro l'altro. Il combustibile caricabile a bordo ammontava a 2.300 tonnellate di carbone; la potenza erogata era di 13.500 shp e la velocità arrivava a 18,2 nodi pari a 34,6 km/h. A una velocità di 10 nodi la nave poteva garantire 8.000 miglia marine d'autonomia.
Le fonti divergono sull'effettiva consistenza dell'equipaggio: due fonti concordano per 682 uomini tra marinai e ufficiali, una afferma che arrivasse a 750 uomini, un'altra ancora riporta che in tempo di pace oscillava tra 682 e 750 uomini, mentre in caso di guerra veniva incrementato con effettivi di complemento.

## Storia

### Costruzione e test
Sul finire del XIX secolo la Royal Navy britannica aveva messo allo studio la nuova classe di navi da battaglia Canopus: si trattava di una versione più piccola, più veloce e meno costosa delle corazzate classe Majestic, pensata primariamente per l'impiego in Estremo Oriente dalla base di Hong Kong in risposta all'incremento delle unità pesanti nella marina imperiale giapponese. La classe Canopus era del tipo pre-dreadnought e si distingueva dalle quelle fino allora entrate in servizio per i due fumaioli posti uno dietro l'altro lungo l'asse longitudinale della nave (conseguenza dell'installazione delle caldaie a tubi d'acqua); inoltre implementava alcune innovazioni come la corazzatura Krupp e rinunciava al tipico rivestimento in rame, una misura presa per ridurre il peso e il pescaggio, poiché si riteneva che le eccellenti strutture portuali di Hong Kong avrebbero reso il fouling solo un trascurabile fastidio.
La Ocean venne impostata al Devonport Dockyard il 15 febbraio 1897 e fu varata, ancora in fase di lavoro, il 5 luglio 1898; venne completata il 1º febbraio 1900. La nave era stata posta in cantiere come quinta della classe e il costo della sua costruzione ammontò a 938.578 sterline del tempo, il più elevato delle unità della classe Canopus.
Alle prove di velocità l'apparato motore sviluppò una potenza di 14.332 shp e la nave fu capace di raggiungere i 19,18 nodi (36,4 km/h), posizionandosi seconda dietro la HMS Glory che si dimostrò la più veloce delle sei corazzate classe Canopus.

### Primi anni di servizio
La Ocean venne inviata a pochi mesi dal suo completamento alla base navale di Hong Kong (China Station) per riaffermare la potenza britannica in Estremo Oriente, dove l'Impero giapponese stava rapidamente equipaggiandosi con una moderna flotta da combattimento; vi rimase fino alla prima metà del 1905, quando dopo la vittoriosa battaglia di Tsushima il Regno Unito rinnovò l'alleanza con il Giappone siglata nel 1902 e ritenne il settore asiatico non più minacciato. Nel gennaio 1906, appena rientrata, la Ocean venne inserita nella Channel Fleet (la "flotta del Canale" preposta a mantenere la Manica sotto controllo britannico), poi nel giugno 1908 fu inviata nel Mar Mediterraneo; tra 1908 e 1909 la nave fu inoltre sottoposta a una revisione completa con l'aggiunta dei più recenti sistemi di controllo del tiro. Nel febbraio 1910 la corazzata si unì alla 4ª divisione della Home Fleet (Nore Reserve) e dal 1913 fu di guarnigione a Pembroke.

### Oceano Indiano, Golfo Persico e Suez
La prima guerra mondiale ebbe inizio a fine luglio 1914 e coinvolse presto le maggiori potenze dell'epoca. La classe Canopus, compresa la Ocean, venne organizzata nell'8º squadrone da battaglia in seno alla Channel Fleet il 14 agosto 1914 e in questa veste scortò il convoglio che sbarcò sul continente il BEF in soccorso della Francia. Qualche giorno più tardi l'Ammiragliato britannico ipotizzò che la Kaiserliche Marine potesse lanciare i propri incrociatori da battaglia lungo le rotte commerciali; per parare questa pericolosa eventualità, navi da battaglia non più moderne vennero distaccate negli arsenali e nelle basi oltremare coadiuvando le squadre di incrociatori leggeri: il 21 agosto la Ocean si ancorò a Queenstown, nell'Irlanda meridionale, quale addetta nave di guardia. Rimase comunque poco perché all'inizio di settembre le fu ordinato di sostituire la nave sorella HMS Albion di stanza al largo di Cabo de São Vicente, ma mentre era in rotta venne distaccata al comando navale delle Indie Orientali per appoggiare gli incrociatori che scortavano i convogli che, partiti dall'India, portavano le truppe indo-britanniche a invadere le colonie tedesche in Africa.
Nell'ottobre 1914 le diplomazie dell'Intesa monitoravano la situazione dell'Impero ottomano in quanto non era affatto escluso che entrasse in guerra a fianco degli Imperi Centrali: in tal caso i giacimenti di petrolio in Iran, un protettorato anglo-russo, sarebbero stati in pericolo e con essi la raffineria situata ad Abadan sul Golfo Persico. I comandi militari a Londra ritennero opportuno inviare la 6ª divisione indiana per occupare via mare l'importante sito e garantirsi così le risorse per proseguire la guerra; la Ocean fu selezionata per scortare il convoglio. La corazzata l'incontrò il 18 ottobre e il 23 le navi tutte giunsero al semiprotettorato britannico del Bahrein, ma a questo punto la Ocean dovette lasciare proseguire i trasporti perché non riuscì a superare i banchi di sabbia alla bocca dello Shatt al-'Arab. La corazzata poté comunque rendersi utile durante la battaglia di Bàssora contro l'Impero ottomano appena entrato nel conflitto, cui partecipò come nave ammiraglia tra la fine di ottobre e il dicembre 1914; fu quindi inviata in Egitto con il compito di proteggere il Canale di Suez da possibili attacchi turchi.
La Ocean fece il suo ingresso nel Canale il 29 dicembre e il comandante, capitano A. Hayes-Sadler, venne nominato ufficiale superiore del Canale. La corazzata si posizionò a sud e contribuì a respingere il braccio meridionale dell'offensiva scatenata dagli ottomani; in particolare stroncò l'avanzata avversaria presso El Kubri. Alla fine di febbraio 1915 l'unità fu inviata nel Mediterraneo per unirsi alla grande flotta anglo-francese dell'ammiraglio Sackville Carden, riunita allo scopo di forzare lo stretto dei Dardanelli e costringere così l'Impero ottomano a uscire dal conflitto.

### L'affondamento nello Stretto
La Ocean raggiunse in tempo il nuovo teatro bellico e il 1º marzo 1915 cannoneggiò i forti ottomani installati sulla penisola di Gallipoli, subendo alcuni danni dal fuoco di controbatteria turco; poi il 4 marzo dette appoggio diretto agli sbarchi di piccoli reparti di guastatori, uno dei quali era comandato dal capitano Hayes vista la sua esperienza a Bassora nel 1914. Il 6 marzo prese parte a un secondo bombardamento coprendo la modernissima nave da battaglia HMS Queen Elizabeth, che l'Ammiragliato intendeva preservare a ogni costo.
Il 18 marzo 1915 un nutrito gruppo di corazzate anglo-francesi iniziò un attacco coordinato alle fortificazioni dello stretto, disseminato di sbarramenti di mine navali; la Ocean fu aggregata alla 3ª sub-divisione della 2ª divisione con le navi da battaglia HMS Irresistible, HMS Albion e HMS Vengeance. Lo scambio di bordate tra le navi e i forti ottomani durò varie ore e nel tardo pomeriggio, già privata di alcune unità, la squadra alleata virò per uscire dallo stretto: durante la manovra, alle 18:05, la Ocean danneggiata dalle artiglierie urtò una mina. Le stive del carbone di dritta si allagarono come i corridoi di collegamento, il timone si bloccò tutto a sinistra e la nave sbandò
di 15° a dritta; poco dopo la Ocean fu nuovamente inquadrata dai cannoni turchi e ricevette un colpo a poppa, che causò l'allagamento della sala macchine di dritta impedendo i tentativi di riparare il timone. La corazzata era ormai fuori controllo e il capitano Hayes si mise in contatto con i cacciatorpediniere Colne, Chelmer e Jed per evacuare l'equipaggio; tuttavia Hayes sperava di poter salvare la Ocean, in quanto galleggiava ancora e una corrente uscente dallo stretto la stava trascinando lontano dalle casematte avversarie sulle coste. Egli tornò a bordo non appena fu scesa la notte e fece ritorno con quattro marinai che durante l'evacuazione erano stati inavvertitamente lasciati indietro. Alle 19:30, i contatti con la nave furono persi: rapporti ottomani raccolti nel dopoguerra affermarono che la Ocean era affondata nella Morto Bay intorno alle 22:30 del 18 marzo.